# І тут, і всюди — скрізь погано…
«І тут, і всюди — скрізь погано…» — вірш Тараса Шевченка 1860 року, написаний у С.-Петербурзі.

## Написання та автографи
Зберігся чистовий автограф вірша у «Більшій книжці». Дата в автографі: «30 октября».
Вірш датується дослідниками за автографом та його місцем у «Більшій книжці» серед творів 1860-го: 30 жовтня 1860 року, та місцем написання — С.-Петербург.
Вперше вірш надруковано в журналі «Основа» 1861 року (№ 5, стор. 2) під рубрикою «Предсмертні думи», без останніх трьох рядків (12 — 14), вилучених з цензурних міркувань. Повністю вперше — в «Кобзарі з додатком споминок про Шевченка Костомарова і Микешина» 1876 року (Прага, стор. 251).
За першодруком (з купюрою в рядках 12 — 14) зроблено списки невідомою рукою в рукописній збірці «Сочинения Т. Г. Шевченка» 1862 року та в рукописній збірці «Кобзарь» 1865, переписаній Д. Демченком.
До збірки творів вірш уперше введено у виданні: «Кобзарь Тараса Шевченка / Коштом Д. Е. Кожанчикова» 1867 року (СПб., стор. 656), де подано за першодруком, з купюрою в рядках 12 — 14.

## Сюжет
Вірш навіяний думками й настроями поета напередодні реформи 1861 року. Провідна ідея твору — ствердження думки, що перемога народної революц. «правди» над «тьмою», «царями» неминуча. Вірш побудовано на образах-символах, з яких не всі можна розшифрувати (образи «маленької душі» й «ледачої волі»). Імовірно, у вірші йдеться про особисту волю поета, сперечання його з самим собою — з тим, що в поетовій душі заважало його громадському служінню. Конкретніше — це боротьба поетового оптимізму проти песимізму (що переможе — «сонце» чи «тьма»?), революц. обов'язку проти мрії про «спокій». Перемагає Шевченків оптимізм. Поет переборює в собі те, що він іменує тут «душею убогою», «ледачою волею». Цей оптимістичний висновок кінцівки твору безпосередньо пов'язаний з революц. піднесенням у країні в переддень селянської реформи.

## Музика
Вірш поклав на музику В. Заремба.